# 孔鲋
孔鲋（？—？），字子鱼，孔子九世孙，魏安僖王之國相孔谦之子，孔腾和孔樹之兄长。

## 生平
秦始皇封他为鲁国文通君，拜少傅。陈胜大澤起義時，聘孔鲋作博士、太师，孔鲋去世时57岁，死于陈下。
相传秦始皇焚书时，孔鲋将《尚书》、《诗经》等儒家經典，藏于曲阜孔子之宅的墙壁中。直到汉景帝的儿子鲁共王劉餘為了扩建王宫，拆除孔宅，才发现這批竹簡，因是以古文字寫成，稱為古文經。

## 子
孔随，孔鲋生孔元路，一字元生，名育，后改名孔随。孔随的四世孙，孔鲋的五世孫，为孔吉。孔吉在汉成帝时被封为殷绍嘉侯。